# رسوواتس
رسوواتس (به صربی: Rsovac) یک منطقهٔ مسکونی در صربستان است که در الکسیناتس واقع شده‌است. رسوواتس ۳۹۵ نفر جمعیت دارد.